# Willy Scheers
Willy Scheers (né le 29 mars 1947 à Lierre) est un coureur cycliste belge, professionnel de 1969 à 1982. Ancien coéquipier d'Eddy Merckx, il a remporté une étape du Tour d'Espagne en 1971.

## Palmarès
- 1965
  - Coupe Marcel Indekeu
- 1966
  -  Champion de Belgique interclubs
  - 3e étape du Tour de Belgique amateurs
- 1969
  -  Champion de Belgique interclubs
  - 12e étape de la Course de la Paix
  - Coupe Egide Schoeters
- 1970
  - 3e du Circuit de Flandre orientale
- 1971
  - 17ea étape du Tour d'Espagne
- 1972
  -  Champion de Belgique interclubs
  - 3e du Circuit des bords flamands de l'Escaut
- 1976
  - Flèche halloise
  - 3e du Grand Prix de la ville de Zottegem
  - 3e de Kessel-Lier
- 1979
  - 2e du Grand Prix Marcel Kint
- 1980
  - 2e de la Maaslandse Pijl
- 1981
  - 2e du Circuit du Houtland
  - 3e de Bruxelles-Ingooigem
- 1982
  - 3e du Circuit de Niel

## Résultats sur les grands tours

### Tour d'Espagne
4 participations
- 1971 : 68e, vainqueur de la 17ea étape
- 1972 : 51e
- 1976 : 48e
- 1978 : 63e